# Zbór Kościoła Chrześcijan Baptystów w Koninie
Zbór Kościoła Chrześcijan Baptystów w Koninie – zbór Kościoła Chrześcijan Baptystów znajdujący się w Koninie, przy ulicy Zemełki 53.